# The Murda Show
«The Murda Show» — другий сингл американського репера Spice 1 з його другого студійного альбому 187 He Wrote. Є перша спільна робота MC Eiht та Spice 1, що визначає початок багаторічної співпраці обох виконавців. На пісню існує відеокліп. Сиквел «The Murder Show, Pt. 2» потрапив до The Pioneers (2004).

## Чартові позиції
| Чарт (1994)        | Найвища позиція |
| ------------------ | --------------- |
| US Hot Rap Singles | 50              |